# Московський інститут есперанто
Московський інститут есперанто — навчальний заклад, що займався підготовкою есперантистів і викладачів есперанто. Створено Олександром Сахаровим.
4 жовтня 1910 в Москві (за адресою Луб'янський проїзд, будинок 3) офіційно були відкриті курси Есперанто для дорослих під ім'ям «Інститут Есперанто». Дозвіл Російського міністерства народної освіти № 28144 було отримано 20 жовтня 1909. Засновник, наймач приміщення і незмінний директор Інституту — російський підприємець Олександр Андрійович Сахаров (1865—1942) — власник книгарні «Есперанто» і головний редактор журналу «Хвиля Есперанто» («La Ondo de Esperanto»).
Інститут припинив свою діяльність в 1924 році.